# Crème fraîche épaisse
La crème fraîche épaisse (pronuncia /kʁɛm fʁɛːʃ epɛs/) è un condimento tradizionale della cucina francese, utilizzata e diffusa in molte cucine europee, anche in diverse varianti. È un tipo di panna acida con il 30/45% di grassi.
È di colore bianco, di densità consistente e dal sapore leggermente acidulo, dovuto all'utilizzo di colture batteriche.

## Preparazione
La crème fraîche épaisse è ottenuta dalla panna non pastorizzata instillando colture di Lactobacillus e lasciando che i batteri si sviluppino finché la panna non risulti acidula e compatta. A questo punto il prodotto viene pastorizzato, in modo da porre fine alla proliferazione batterica.
Per questo motivo tale crema, a differenza dello yogurt, non può essere prodotta a partire dalla panna pastorizzata, in maniera "domestica": l'assenza di batteri, infatti, non permette l'insorgere di questo processo biologico.
Come surrogato domestico per la preparazione di piatti esotici, qualora non si abbia a disposizione della crème fraîche épaisse pastorizzata, si può realizzare una miscela con un cucchiaio di aceto o di limone in due tazze di panna e facendo cagliare il composto ottenuto.
In Normandia, a Isigny-sur-Mer, si produce l'unica panna acida AOP, la Crème d'Isigny.